# Sphingius thecatus
Sphingius thecatus är en spindelart som beskrevs av Tord Tamerlan Teodor Thorell 1890. Sphingius thecatus ingår i släktet Sphingius och familjen månspindlar. Inga underarter finns listade i Catalogue of Life.